# Blotter (trækpapir)
Blotter, trækpapir også kaldet blotters eller frimærker, er en højabsorberende type papir eller andet materiale. Det anvendes til at absorbere et overskud af flydende stoffer (såsom blæk eller olie) fra overfladen af skrivepapir eller objekter. Narkotika, der er aktive i mikrogram doseringer, især LSD, DOM og 25i-NBOMe, er fordelt på trækpapir. 

Trækpapir er også blevet solgt kosmetisk til at hjælpe med at fjerne hudfedt og make-up.

## Lægemidler
Blotter som en leverance metode giver mulighed for nem dosering af potente stoffer og nem sublingual administration af lægemidler, som har gjort det mere og mere populær som en forberedelse til andre potente lægemidler, herunder Alprazolam.

## Fodnoter
1. ↑  Doyle, Sir Arthur Conan (1905). "CHAPTER XI: "THE ADVENTURE OF THE MISSING THREE-QUARTER"". The Return of Sherlock Holmes. Lit2Go. London: Georges Newnes, Ltd. Hentet 7. december 2013.
2. ↑  "INTELLIGENCE ALERT – XANAX BLOTTER PAPER IN BARTLESVILLE, OKLAHOMA" (Microgram Bulletin). US DEA. maj 2008. Arkiveret fra originalen 2008-05-21.